# Вуэльта Коста-Рики (женская)
Вуэльта Коста-Рики (исп. Vuelta Internacional Femenina a Costa Rica) — шоссейная многодневная велогонка, проходящая по территории Коста-Рики с 1991 года.

## История
Впервые гонка была проведена в 1991 году, после чего последовал 10-летний перерыв.
В следующий раз она состоялась только в 2002 году и стала проводиться на постоянной основе. Сначала в рамках национального календаря, а в 2009 году вошла в Женский мировой шоссейный календарь UCI на один сезон, после чего снова вернулась на национальный уровень на три года. В 2013 году во второй раз вошла в Женский мировой шоссейный календарь UCI в котором проводится в настоящее время.
В 2020 и 2021 году гонка была отменена из-за пандемии COVID-19.
Маршрут гонки преимущественно состоит 4-5 этапов, один из которых проводится в формате индивидуальной гонки. Протяжённость групповых этапов обычно колеблется от 70 до 90 км каждый, но может превышать и 100 км.
Организатором выступает Федерация велоспорта Коста-Рики (FECOCI).

## Призёры
| Год  | Победитель        | Второй                 | Третий                 |          |
| ---- | ----------------- | ---------------------- | ---------------------- | -------- |
| 1991 | Росаура Мендес    |                        |                        |          |
| 2002 | Карен Матаморос   | Химена Арсе            | Магдалена Ангуло       |          |
| 2003 | Карен Матаморос   | Миллерланди Агудело    | Химена Арсе            |          |
| 2004 | Вивиана Майя      | Сигрид Корнео          | Карен Матаморос        |          |
| 2005 | Карен Матаморос   | Майра Чинчилья         | Эдит Гильен            |          |
| 2006 | Адриана Рохас     | Алехандра Карвахаль    | Йоилин Морейра         |          |
| 2007 | Адриана Рохас     | Лаура Камила Лосано    | Алехандра Карвахаль    |          |
| 2008 | Глория Гутьеррес  | Лус Адриана Товар      | Адриана Рохас          |          |
| 2009 | Эвелин Гарсиа     | Наталия Наварро Сердас | Адриана Рохас          |          |
| 2010 | Эвелин Гарсиа     | Эдит Гильен            | Адриана Рохас          |          |
| 2011 | Эдит Гильен       | Бренда Муньос          | Наталия Наварро Сердас |          |
| 2012 | Эдит Гильен       | Наталия Наварро Сердас | Марсела Рубиано        |          |
| 2013 | Инга Чилвинайте   | Эддисон Альбершардт    | Лорена Варгас          |          |
| 2014 | Ольга Забелинская | Флавия Оливейра        | Алёна Омелюсик         |          |
| 2015 | Миларго Мена      | Флавия Оливейра        | Ана Тереза Касас       |          |
| 2016 | Арленис Сьерра    | Ингрид Дрексель        | Флавия Оливейра        |          |
| 2017 | Арленис Сьерра    | Лилиана Морено         | Лилибет Чакон          |          |
| 2018 | Лилиана Морено    | Марсела Прието         | Мария Хосе Варгас      |          |
| 2019 | Марсела Прието    | Андреа Рамирес Фрегозо | Флавия Оливейра        |          |
| 2020 | отменено          | отменено               | отменено               | отменено |
| 2021 | отменено          | отменено               | отменено               | отменено |
| 2022 | Каролина Варгас   | Ясмин Габриэла Сото    | Дженифер Санчес        |          |
| 2023 | Лилибет Чакон     | Надия Гонтова          | Марсела Прието         |          |
| 2024 | Esther Galarza    | Ясмин Габриэла Сото    | Карен Вилламизар       |          |
| 2025 |                   |                        |                        |          |